# Mauro Campbell Marques
Mauro Luiz Campbell Marques OMM (Manaus, 9 de outubro de 1963) é um magistrado brasileiro, atual ministro do Superior Tribunal de Justiça (STJ) e Corregedor Nacional de Justiça.

## Carreira
Mauro Campbell formou-se em direito pelo Centro Universitário Metodista Bennett (Unibennett) em 1985.
Inciou a carreira como advogado no Rio de Janeiro (1985–1986), assumindo, em seguida, os cargos de assessor jurídico da Companhia Energética do Amazonas (1986–1987) e assessor de conselheiro do Tribunal de Contas dos Municípios amazonense (1987).
Em 1987, tornou-se promotor de Justiça do Ministério Público do Estado do Amazonas, entidade da qual foi secretário-geral de 1989 a 1991. Atuou também junto ao governo do Estado do Amazonas como secretário estadual da Justiça (1991–1993), da segurança pública (1993–1995) e da controladoria-geral do Estado (2004).
Promovido a procurador de Justiça em 1999, foi por três vezes eleito procurador-geral de Justiça, desempenhando integralmente os mandatos nos biênios 1999–2001 e 2001–2003, e parcialmente no biênio 2007–2009, renunciando em junho de 2008 devido à sua nomeação para o cargo de ministro do STJ, em vaga destinada a membro do Ministério Público.
Em 2001, como procurador, Campbell foi admitido pelo presidente Fernando Henrique Cardoso à Ordem do Mérito Militar no grau de Oficial especial.
Nomeado pelo presidente Luiz Inácio Lula da Silva, após indicação por seus pares do Ministério Público em lista sêxtupla e formação de lista tríplice pelos ministros do STJ, Mauro Campbell tomou posse como ministro da corte superior em 17 de junho de 2008.
Foi cotado para o cargo de ministro do Supremo Tribunal Federal (STF) em 2015 e em 2017.